# Bunt dwulatka

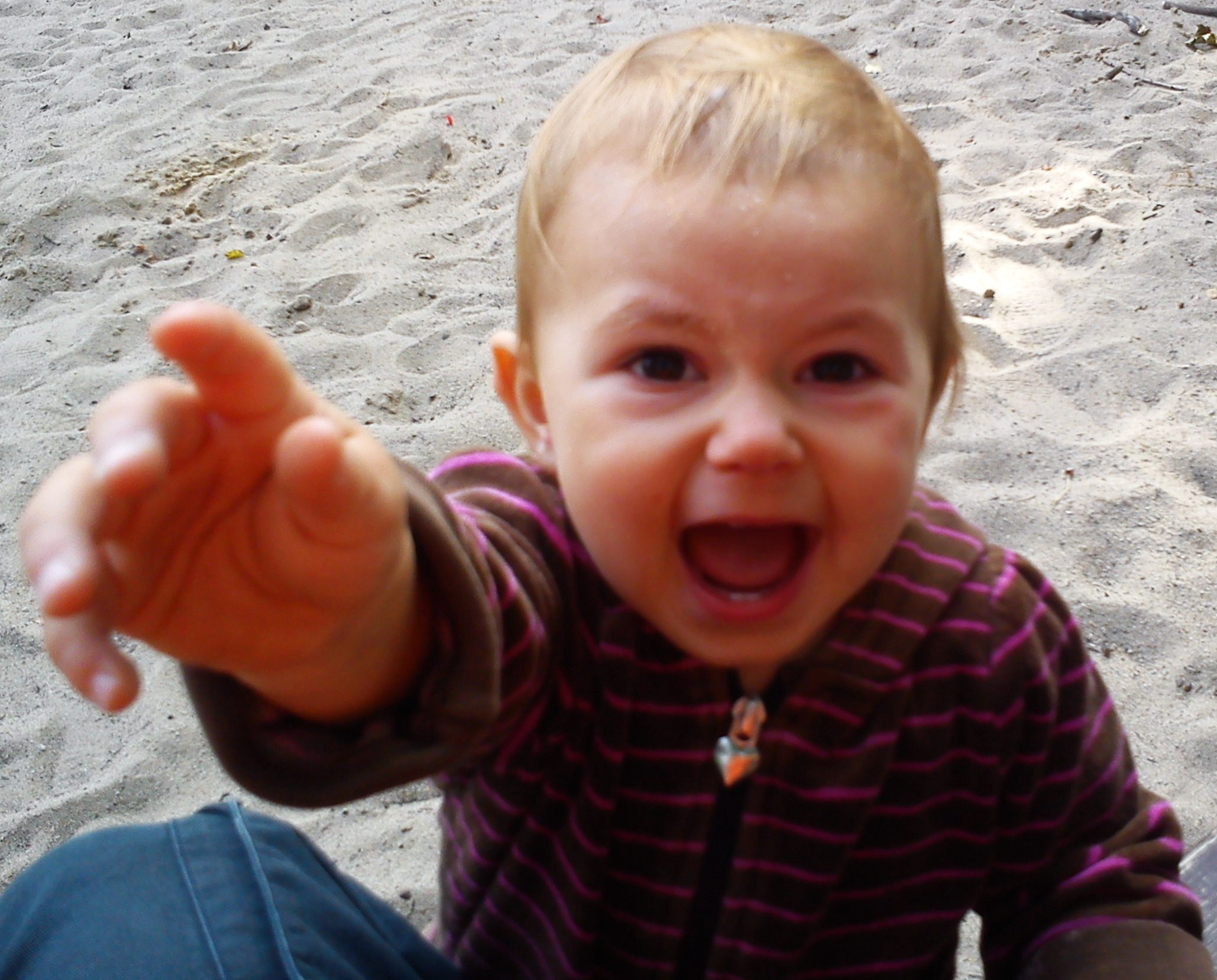
Dziecko w okresie buntu dwulatka. Widoczne skrajne emocje

Bunt dwulatka – rzekomy zespół zachowań małego dziecka, pojawiający się mniej więcej między 18. a 26. miesiącem życia (może to nastąpić do dwóch miesięcy wcześniej lub znacznie później, zależnie od stopnia rozwoju osobniczego). Istnienie zjawiska buntu dwulatka nie jest uznawany przez naukę i może być traktowane jako samospełniająca się przepowiednia, wynikająca z wiary rodziców w rzekomy bunt dwulatka. Anglojęzycznym odpowiednikiem terminu jest the terrible twos; ten anglojęzyczny zwrot został stworzony w latach 30. przez Arnolda Gessela z uniwersytetu Yale po przebadaniu 7 dzieci. Bunt dwulatka może wynikać również z potrzeby usamodzielnienia się odczuwanej przez dziecko. Istnienie terminu „bunt dwulatka” jest krytykowane. 
Dziecko w wyżej wymienionym okresie zaczyna zdawać sobie sprawę z różnicy między oczekiwaniami a możliwością ich spełnienia. W przypadku, kiedy nie może spełnić swych pragnień (np. poprzez zakaz rodzicielski) pojawia się nowe dla niego uczucie frustracji i gniewu, pogłębiające się zwłaszcza w fazach zmęczenia, bądź głodu. Dziecko poznaje w tym okresie siłę swojej woli, możliwość samostanowienia i przeciwstawiania się rzeczywistości. Sprawdza też zakres możliwości manipulowania rodzicami i szerokość pola stawianych ograniczeń. Jest to też jeden z pierwszych, naturalnych kroków ku samodzielności. Z uwagi na nie w pełni rozwiniętą umiejętność kontrolowania emocji, dziecko popada jednak wtedy w huśtawkę skrajnych nastrojów, ze szczególnie silnie eksponowanym gniewem i złością. Sprawia to, że okres buntu jest bardzo trudny dla wzajemnej relacji rodzic – dziecko.
Najczęstsze objawy buntu dwulatka to:
- notoryczne używanie słowa Nie! (ewentualnie Daj!), nawet w sytuacjach pozornie sprzyjających dziecku,
- skrajne reakcje na zakazy – wściekłość, niekontrolowane rzucanie się, krzyk, bicie,
- rzucanie i plucie jedzeniem, rozlewanie płynów przeznaczonych do picia, odmowa jedzenia,
- rysowanie lub malowanie po ścianach, książkach i innych zakazanych powierzchniach,
- silne zainteresowanie gniazdkami elektrycznymi, kablami, koszem na śmieci, wyrzucaniem jego zawartości oraz innymi sferami, do których dostęp jest limitowany przez rodziców za pomocą zakazów,
- wymaganie natychmiastowej realizacji wszystkich pragnień,
- rozbudowa codziennych rytuałów (sekwencji działań) od których nie może być odstępstw, chyba że na życzenie dwulatka,
- sprzeczne zachowania, np. niszczenie przedmiotów (zabawek), a następnie płacz z powodu ich zniszczenia,
- nieustanna walka z rodzicami na każdej płaszczyźnie, okazywanie chęci samodzielnego działania (Ja sam!).

Bunt dwulatka jest normalnym okresem rozwojowym dziecka. Według specjalistów w dziedzinie psychologii rozwojowej nie należy w tym okresie podejmować radykalnych działań lub reagować podobnie jak dziecko – złością lub agresją. Zapewnić należy tzw. poziom optymalnej frustracji, tj. równowagę między poczuciem wolności i uczuciem miłości. Okres ten należy przeczekać skupiając się przede wszystkim na zapobieganiu nieszczęśliwym wypadkom (zabezpieczenie sfer niebezpiecznych), wyrozumiałości i rozumnym ograniczaniu, a także wzmacnianiu zachowań pożądanych (zwłaszcza tych powtarzalnych). Dziecko musi mieć poczucie, że jest kochane, ale jednocześnie stanowczo nadzorowane przez opiekunów. Nie należy wmuszać jedzenia. W sytuacjach wyboru trzeba dać dziecku wrażenie, że to ono podejmuje decyzje (Chcesz iść do piaskownicy, czy oglądać zwierzątka w ZOO?). 
Czas buntu dwulatka jest okresem nawiązania więzi między dzieckiem a rodzicami. W tym czasie rodzi się między nimi pierwocina partnerstwa. Umiejętnie przebyty okres buntu tworzy jedną z pierwszych płaszczyzn socjalizacji dziecka, pozwala mu zrozumieć otaczający świat i rządzące nim mechanizmy, a także pozycję samego dziecka, jako elementu tego świata. Jest to pierwszy w życiu rodziców okres sensu stricto wychowawczy, kiedy to poznają w swoim dziecku małego dorosłego – partnera i negocjatora.
Nadmierna próba kontroli w okresie buntu może prowadzić w dorosłym życiu do łatwego ulegania presji otoczenia, natomiast nadmierna pobłażliwość do niepewności oraz braku zaufania do świata.